# Boyfriend (singel Seleny Gomez)
Boyfriend – czwarty singel amerykańskiej piosenkarki Seleny Gomez z jej trzeciego albumu studyjnego, zatytułowanego Rare. Singel został wydany 9 kwietnia 2020. Twórcami tekstu utworu są Selena Gomez, Julia Michaels, Justin Tranter, Jon Wienner i Sam Homaee, którzy zajęli się też jego produkcją.
„Boyfriend” jest utrzymany w stylu muzyki pop, dance-pop i electro-pop. Utwór był notowany na 59. miejscu na liście najlepiej sprzedających się singli w Stanach Zjednoczonych. Piosenka została nagrana w listopadzie 2019.

## Teledysk
Do utworu powstał teledysk w reżyserii Matty’ego Peacocka, który udostępniono 10 kwietnia 2020 za pośrednictwem serwisu YouTube.

## Twórcy
Opracowano na podstawie materiału źródłowego.
- Selena Gomez – wokal, autorka tekstu
- The Roommates – produkcja muzyczna, produkcja wokalna, perkusja
- Julia Michaels – autorka tekstu, wokal wspierający
- Justin Tranter – autor tekstu
- Jon Wienner – autor tekstu, nagrywanie, personel studia nagraniowego
- Bart Schoudel – producent wokalu
- Will Quinnell – asystent inżyniera masteringu, personel studia nagraniowego
- Chris Gehringer – mastering, personel studia nagraniowego
- Miles Comaskey – inżynier miksowania, personel studia nagraniowego
- Tony Maserati – miksowanie, personel studia nagraniowego

## Notowania

### Notowania tygodniowe
| Lista (2020)                         | Najwyższa pozycja |
| ------------------------------------ | ----------------- |
| Austria (Ö3 Austria Top 40)          | 60                |
| Czechy (Singles Digitál – Top 100)   | 59                |
| Francja (Top 200 Singles)            | 159               |
| Irlandia (Top 100 Singles)           | 35                |
| Kanada (Billboard Canadian Hot 100)  | 66                |
| Niemcy (Top 100 Singles)             | 86                |
| Portugalia (Top 100 Singles)         | 68                |
| Słowacja (Singles Digitál – Top 100) | 38                |
| Stany Zjednoczone (Hot 100)          | 59                |
| Szwajcaria (Singles Top 100)         | 63                |
| Wielka Brytania (Singles Top 200)    | 55                |

## Historia wydania
| Region          | Data             | Format                      | Wytwórnia  | Źródło |
| --------------- | ---------------- | --------------------------- | ---------- | ------ |
| Świat           | 9 kwietnia 2020  | Digital download, streaming | Interscope | [ 16 ] |
| Australia       | 13 kwietnia 2020 | Contemporary hit radio      | Universal  | [ 17 ] |
| Wielka Brytania | 17 kwietnia 2020 | Contemporary hit radio      | Interscope | [ 18 ] |
| Włochy          | 1 maja 2020      | Contemporary hit radio      | Universal  | [ 19 ] |